# التعاون عبر الإنترنت
التعاون عبر الإنترنت (بالإنجليزية: Online Collaboration) هي طريقة للمشاركة والعمل بين المستخدمين عن طريق شبكة الويب، حيث يسهم في تقليل المسافة بين المستخدمين، ويوفر الوقت والجهد، وتمكينهم من العمل على نفس الملفات في الوقت ذاته؛ مما يحسّن عملية الاتصال والتواصل فيما بينهم، ويضمن القيام بالمشاريع والمهام بشكل أدق وأسرع.
التعاون عبر الإنترنت بين المستخدمين يحتاج إلى تقنية المعلومات والاتصالات (Information and Communications Technology ICT)، وهو مصطلح يشير إلى استخدام الأدوات والأجهزة التقنية الرقمية الحديثة، وشبكات الاتصال المختلفة والبرمجيات في الوصول إلى البيانات وتخزينها ونقلها ومعالجتها، حيث توفر البنية التحتية للتعاون عبر الشبكة لكي تعمل بشكل مثالي.
من الأمثلة على بعض الخدمات التي تدعم التعاون عبر الإنترنت:
- الحوسبة السحابية (حوسبة سحابية): هي خدمة توفر موارد الحوسبة على شبكة الإنترنت، مثل: البرمجيات والأجهزة اللازمة لتخزين المعلومات عبر الإنترنت واستدعائها.
- التقنية المتنقلة (Mobile Technology): هي مجموعة من التقنيات التي تسمح للأجهزة - مثل الهواتف الذكية، والحواسيب اللوحية - بالاتصال والتواصل معًا باستخدام أدوات التعاون المختلفة.

## الأدوات الرئيسة التي تستخدم في التعاون عبر الإنترنت
1. التطبيقات الإنتاجية (Productivity Apps).
2. التواصل الاجتماعي (Social Media) مثل الفيس بوك والإنستغرام والتيك توك وغيرها.
3. التقويمات عبر الإنترنت (Online Calendars) مثل جوجل كاليندر.
4. الاجتماعات عبر الإنترنت (Online Meetings) مثل تطبيق زوم وغوغل ميت «اجتماعات جوجل».
5. بيئات التعلم عبر الإنترنت (Online Learning Environments).

## الخصائص التي تمتاز بها أدوات التعاون عبر الإنترنت
- تعدد المستخدمين (Multiple Users): أي إمكانية استخدام نفس التطبيق في الوقت ذاته من قبل عدّة مستخدمين.
- الوقت الحقيقي (Real Time): أي السماح بإجراء التعديلات، وتُخَزَّن بشكل تلقائي.
- الانتشار العالمي (Global Reach): أي عدم تقيد المستخدمين بموقع جغرافي معين؛ مما يسمح بالتواصل بينهم في أي وقت وأي مكان عبر شبكة الإنترنت.
- الوصول المتزامن (Concurrent Access): أي تمكين عدّة أشخاص من المشاركة والعمل على المِلَفّ نفسه، وفي الوقت ذاته.

## فوائد استخدام أدوات التعاون عبر الإنترنت
- مشاركة الملفات والتقويمات (Sharing files and calendars): توفر أدوات التعاون عبر الإنترنت إمكانية الوصول إلى مختلف الأجهزة من قبل الأشخاص أثناء تنقلهم؛ مما يسهل حصول جميع أعضاء الفريق على الوثائق اللازمة بأحدث إصداراتها بغض النظر عن موقعهم. نذكر على سبيل المثال (غوغل درايف ودروب بوكس)
- تقليل نفقات السفر (Reducing travel expense): تُعْقَّد الاجتماعات وتُنفذ في بيئة افتراضية عبر الإنترنت، ولا يشترط التواجد بدنيًّا في مكان عقد الاجتماعات.
- سهولة التواصل (Ease of communication): أصبح من السهل إنشاء تقارير مفصلة تشمل جميع الأنشطة المرتبطة بمشروع معين، وإعطاء أعضاء الفريق الوقت للعمل أكثر على تلك الأنشطة، وذلك من خلال البريد الإلكتروني، أو المحادثات الصوتية، أو الاجتماعات عبر الإنترنت، أو غرف الدردشة، وغيرها.
- تعزيز فريق العمل (Enhancing teamwork): تمكّن أدوات التعاون عبر الإنترنت أفراد فريق العمل من مشاركة عملهم بطريقة بسيطة وفعالة.
- الوصول العالمي (Global access): أصبح بإمكان المستخدمين تسجيل الدخول إلى أدوات التعاون عبر الإنترنت من أي مكان في العالم ما داموا متصلين بالإنترنت. كمثال برنامج أني ديسك>

## المخاطر
على الرغم من تمتع أدوات التعاون عبر الإنترنت بمجموعة من الخصائص والمزايا، إلا أنّ هناك مجموعة من المخاطر المرتبطة باستخدام هذه الأدوات، والتي ينبغي الحذر منها وتجنبها، ومن أهم هذه المخاطر:
- الدخول غير المصرح به إلى الملفات المشتركة (Unauthorized access to shared files): وهو الدخول إلى البيانات الشخصية أو البيانات الخاصة بالشركات من قبل أشخاص غير مخولين بذلك؛ بغرض سرقة هذه البيانات أو تعديلها، أو نشر الفيروسات لتدمير البيانات والملفات.
- إدارة غير فعالة للتحكم في الإصدار (Insufficient management of version control): إذا لم تكن الإدارة فعالة في ضبط العمل الذي يقوم به عدّة أشخاص على نفس الإصدار في الوقت ذاته، فإن العمل سيكون غير متناسق ومتباين.
- تهديدات البرمجيات الخبيثة (Malware Threats): يمكن للبرمجيات الخبيثة مثل الفيروسات وبرامج التجسس - التي تنتقل من خلال مرفقات البريد الإلكتروني، أو من الملفات التي تُحَّمل من شبكة الإنترنت - أن تمنع الوصول إلى البيانات أو تهاجم الخدمة التي تقدمها الشركات عبر الشبكات، لذا ينبغي تثبيت برامج مكافحة الفيروسات وتحديثها بشكلٍ مستمر.
- سرقة البيانات/ الهوية (Identity/Data Theft): هناك احتمالية لتعرض البيانات الشخصية للسرقة واستخدامها في عمليات الاحتيال عبر الإنترنت إذا لم يتم حفظها بشكل آمن، لذا ينبغي عدم الإفصاح عن التفاصيل الشخصية أو السرية المتعلقة بك عبر رابط متشعب في بريد إلكتروني، أو لشخص آخر إذا لم تكن متأكداً من أن ذلك الشخص هو المعني حقًّا بمعرفة تفاصيلك الشخصية.
- انقطاع الخدمة (Service Interruptions): ومن المخاطر أيضًا التوقف عن تقديم الخدمة لقضايا تتعلق بالوصول إلى الإنترنت، أو بسبب الصيانة من قبل مزود أداة التعاون، لذلك ينبغي أن تقوم بالنسخ الاحتياطي للبيانات؛ لضمان توفرها عند طلبها من قبل الأشخاص المخولين.